# Archäologischer Fundplatz bei Luchem
Als archäologischer Fundplatz bei Luchem wird ein großer archäologischer Fundort in der Nähe von Luchem, einem Ortsteil von Langerwehe im Kreis Düren, Nordrhein-Westfalen, bezeichnet. 
Bei Grabungen an der Ortsumgehung direkt an der Bundesautobahn 4 zwischen Januar und Oktober 2011 wurden etwa 750 Funde aus dem ersten und dritten Jahrhundert n. Chr. registriert. Die Arbeiten auf dem 45.000 m² großen Areal wurden im Auftrag des Landesbetriebs Straßenbau NRW und unter fachlicher Leitung des Amtes für Bodendenkmalpflege im Rheinland durch eine Fachfirma aus Jülich durchgeführt.
Neben einem vollständig erhaltenen Pferdeskelett wurden eine aus fünf Häusern bestehende Siedlung, ein sogenannter Vicus, Reste einer Straße, mehrere Brunnen und ein Friedhof entdeckt. Die Straße dürfte eine Verbindung zwischen den römischen Siedlungen Mariaweiler und Eschweiler gewesen sein.
Der Friedhof mit 220 Grabstätten, von denen mindestens 160 aus der römischen Zeit stammen, ist nach Meinung der Archäologen der größte ländliche Zivilfriedhof im Rheinland gewesen. Die älteste bisher datierte Urne stammt aus der Bronzezeit, also etwa von 1000 v. Chr.